# Drei Schulen des Mohismus
Drei Schulen des Mohismus (chinesisch 墨家三派, Pinyin Mòjiā sānpài, auch 三墨,  Sān Mò) ist ein Begriff aus der chinesischen Philosophie, der die drei Schulen des späteren Mohismus in der mittleren und späteren Zeit der Streitenden Reiche bezeichnet, die nach dem Tod des Meisters Mo (Mo Di) auftraten. Es wird im Allgemeinen angenommen, dass die drei Hauptrepräsentanten Xiangli Qin 相里勤, Deng Ling 邓陵 und Wu Hou 五侯 sind, obwohl es verschiedene Ansichten unter den Gelehrten über die Einteilung der drei Schulen gibt. Zu einem Punkt aber ist man sich einig, nämlich dass sie alle zum Späteren Mohismus (后期墨家,  Hòuqī Mòjiā) gehörten.
Die historische Wahrheit hinter den acht Schulen des Konfuzianismus und der drei Schulen des Mohismus „is still the subject of much scholarly speculation and debate“.